# Essuiles
Essuiles är en kommun i departementet Oise i regionen Hauts-de-France i norra Frankrike. Kommunen ligger i kantonen Saint-Just-en-Chaussée som tillhör arrondissementet Clermont. År 2022 hade Essuiles 520 invånare.

## Befolkningsutveckling
Antalet invånare i kommunen Essuiles
| Referens: INSEE |